# Хризотил

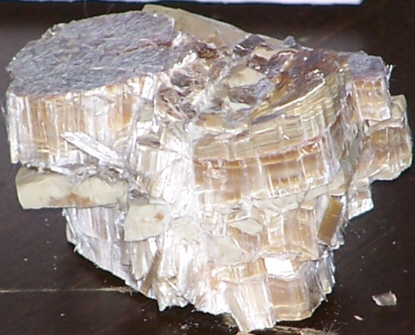
Хризотил

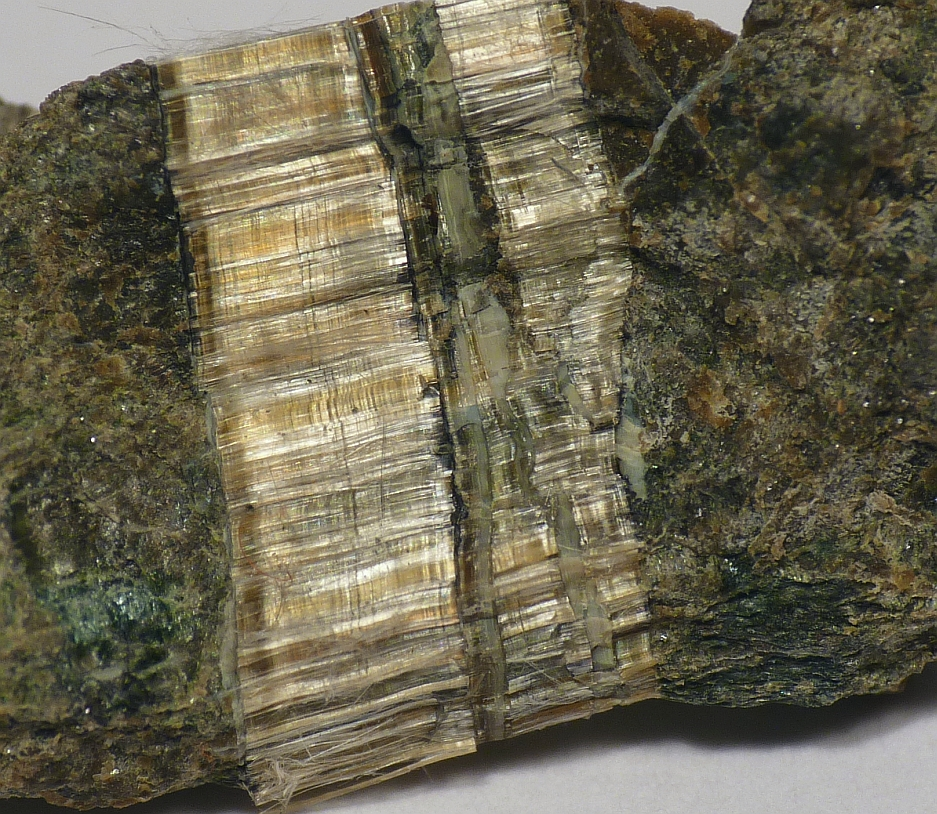
Хризотил

Хризотил (англ. chrysotile; нім. Chrysotil m) — мінерал з групи серпентину — диметасилікат магнію шаруватої будови.
Назва — від хризо… і грецьк. «тилос» — волокно (Fr. von Kobell, 1834).
Синоніми — балтиморит, бостоніт, каристиоліт, пікросмін, серпентин-азбест, серпентин волокнистий, хризотил-азбест, церматит.

## Опис
Хімічна формула: Mg6[(OH)8Si4O10].
Домішки: Ni, Mn, Fe, Al i Cr.
Сингонія моноклінна. Форми виділення: сплутановолокнисті та волокнисті аґреґати. Густина 2,3—2,5. Твердість 2,5—3,0. Колір зеленувато-жовтий з золотистим полиском. У розпушеному вигляді сніжно-білий. Вогнестійкий. Поганий провідник ел. струму і звуку. Зустрічається в ультраосновних масивах, де утворюється при гідротермальних процесах за рахунок олівіну, та в доломітизованих вапняках під час метасоматозу.

## Поширення
Розповсюдження: Тюрингія (ФРН), Снарнум (Норвегія), Корнуолл (Англія), округа Меганток, пров. Квебек (Канада), шт. Нью-Джерсі, Аризона, Нью-Йорк, Пенсільванія (США), пров. Трансвааль (ПАР), Урал, Тува (РФ).

## Різновиди
Розрізняють:
- хризотил алюмініїстий (різновид, що містить до 6 % Al2O3),
- хризотил залізистий (різновид, що містить понад 1 % FeO),
- хризотил магніїстий (зайва назва),
- хризотил манґанистий (різновид, що містить до 1 % MnO),
- хризотил флуористий (хризотил із скарнової зони в Північному Китаї, який містить 1,55 % F).